# XXIII dinastia egizia
Le fonti riguardanti la XXIII dinastia egizia sono estremamente scarse e lacunose. Fra gli epitomatori di Manetone Sesto Africano riporta ...quattro re di Tanis...
che regnarono 89 anni, Eusebio di Cesarea cita solamente tre nomi attribuendo loro diverse durate del regno. I dati archeologici ci forniscono da quattro a otto nomi, a seconda di come si sceglie di collocare alcuni reperti.
| prenomen               | nomen                    | Sesto Africano | Eusebio di Cesarea | Altri nomi   | Note                                                       | Anni di regno                |
| Usermaatra-setepenamon | Pedibastet-meriamon      | Petubastes     | Petubates          | Petubastis I |                                                            | 818 a.C. - 794 a.C./788 a.C. |
|                        | Iuput-meriamon           |                |                    | Iuput I      | Solo coreggenza col padre                                  |                              |
| Usermaatra-meriamon    | Sheshonq-meriamon        |                |                    | Sheshonq VI  | Incerta la sua collocazione nella dinastia                 | 794 a.C.-788 a.C.            |
| Usermaatra-setepenamon | Osorkon Saaset meriamon  | Osorcho        | Osorchon           | Osorkon III  |                                                            | 787 a.C.-764 a.C.            |
| Usermaatra-setepenamon | Takelot Saaset-meriamon  | Psammus (?)    | Psammus (?)        | Takelot III  |                                                            | 764 a.C.-759 a.C.            |
| Usermaatra             | Amonrud-meriamon         |                |                    | Rudamon II   |                                                            | 759 a.C.-756 a.C.            |
| Usermaatra             | Iuput Saabastet-meriamon | Zet (?)        |                    | Iuput II     |                                                            | 756 a.C.-722 a.C.            |
| Uasenetenra-setepenra  |                          |                |                    | Sheshonq VII | non sono accertate l'effettiva esistenza e la collocazione | 722 a.C.-715 a.C. (?)        |

Nota: tutte le date sono da considerare indicative ed affette da un errore valutabile in ± 30 anni